# Nollgraf
Inom grafteorin avses med nollgrafen en graf utan noder och därmed även utan kanter.